# Ferrari F50
La Ferrari F50 è una spider con tetto rigido asportabile costruita in serie limitata di soli 349 esemplari tra il 1995 ed il 1997 per celebrare il 50º anniversario di fondazione (da cui deriva anche il nome 50) della casa automobilistica italiana Ferrari.

## Profilo e contesto

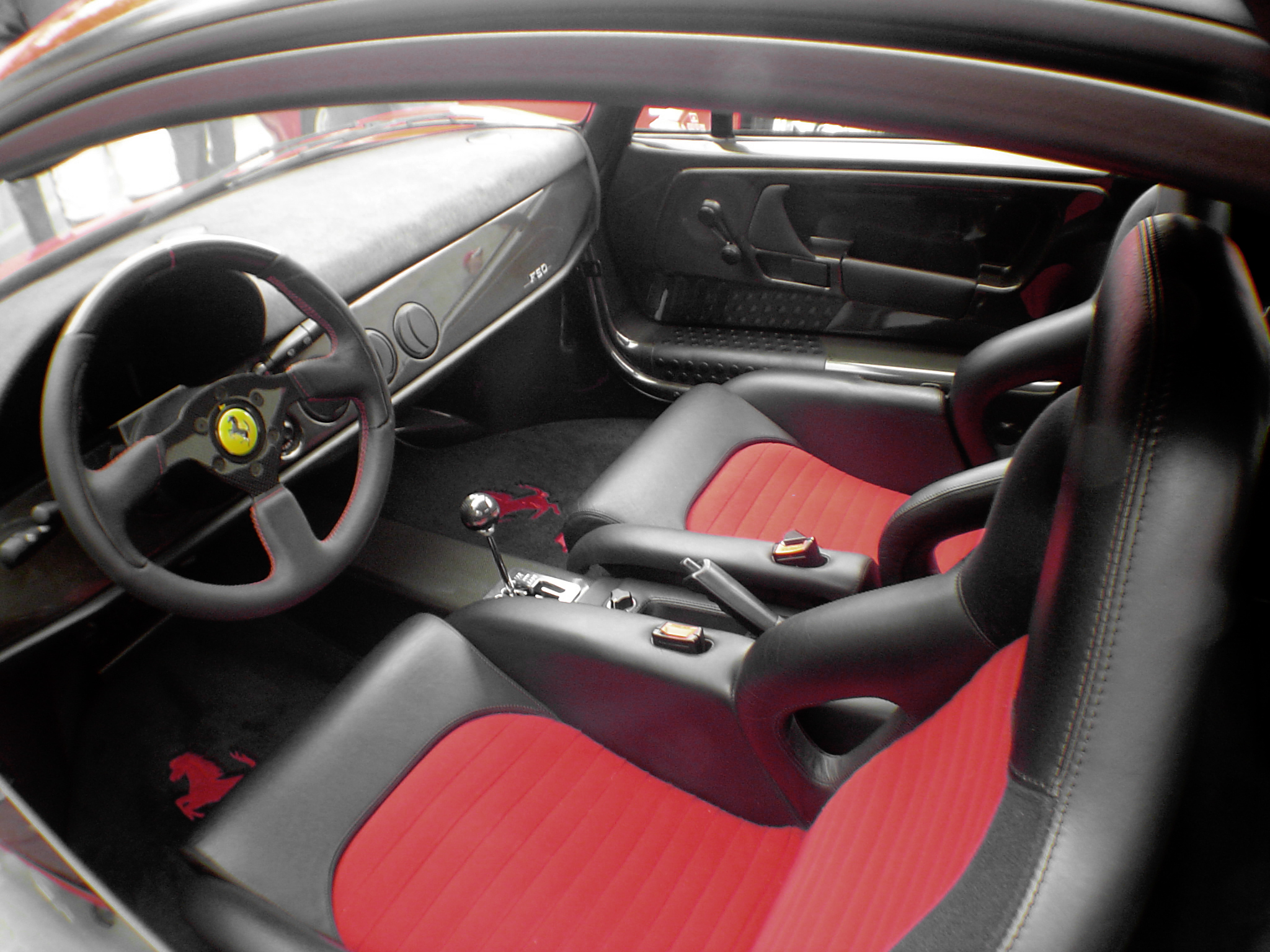
Interni di una F50

La F50 nacque da una idea di Piero Ferrari che da tempo intendeva realizzare una sorta di "Formula 1 stradale".
Il motore è un 12 cilindri a V stretto derivato dal propulsore che equipaggiava la Ferrari 640 F1 di Mansell nella stagione 1989. In questa configurazione con cilindrata maggiorata a 4,7 litri, il motore era già stato installato l'anno prima sulla Ferrari 333SP per il campionato IMSA.
Per la prima volta in una Ferrari stradale, il telaio è totalmente realizzato, come nelle F1, in materiali compositi di carbonio e vincolato al gruppo motore-cambio tramite un telaio ausiliario, allo scopo di ottenere un'elevatissima rigidità strutturale pur mantenendo un peso molto contenuto di 102 kg della cellula fondamentale.
La carrozzeria, di linea particolarmente accattivante sia in versione spider che con il tetto montato, è stata realizzata dalla Pininfarina ad opera di Pietro Camardella ed ha richiesto oltre 2.000 ore di lavoro in galleria del vento per riuscire a raggiungere i previsti valori di deportanza sugli assali alle alte velocità. L'impianto frenante, appositamente progettato dalla Brembo è volutamente sprovvisto di ABS.

## Commercializzazione

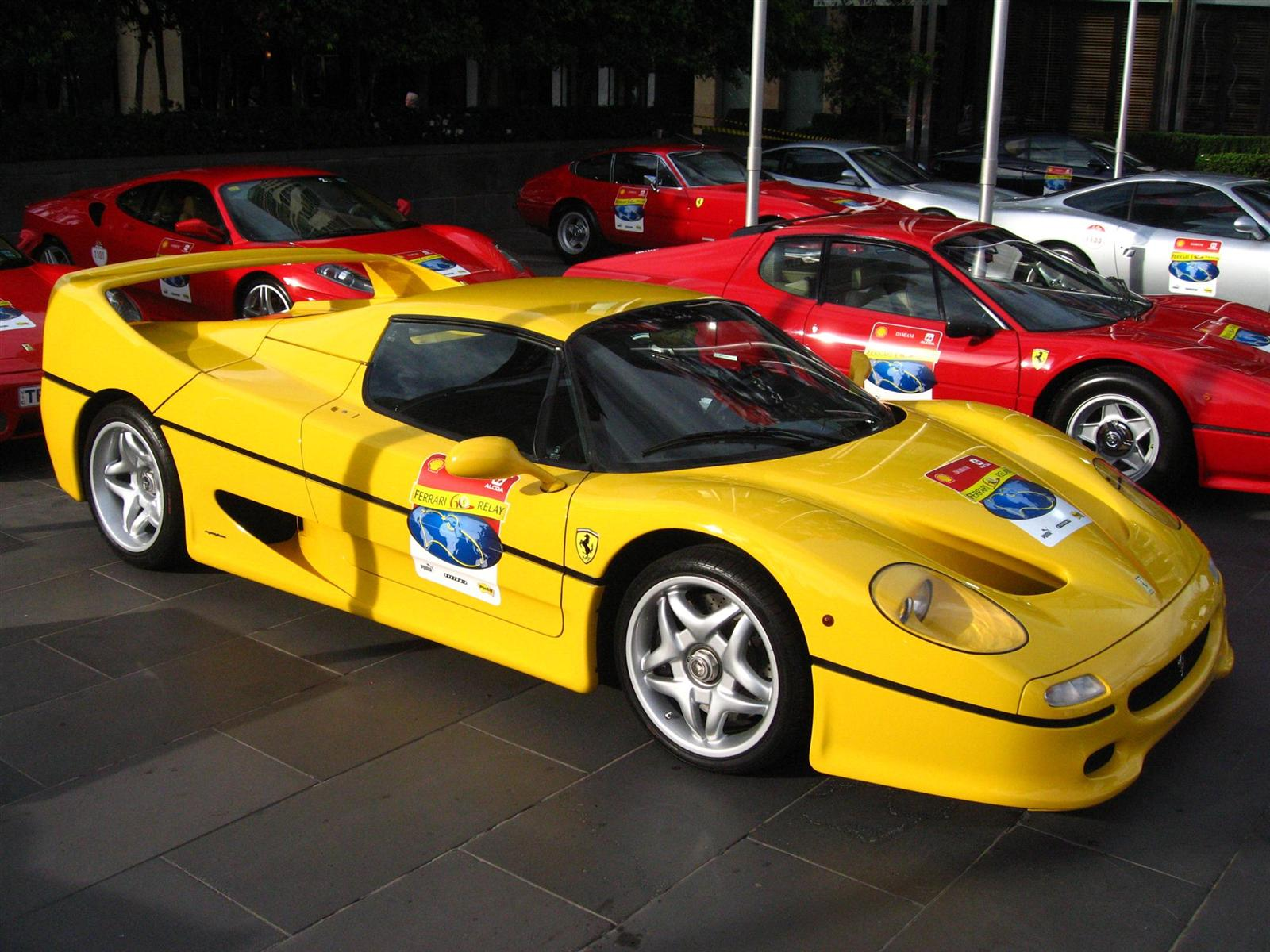
Una F50 con hard-top montato

Il numero degli esemplari è stato deciso da uno studio marketing da cui risultò una previsione di 350 possibili clienti, nel mondo, disposti ad acquistare una simile vettura. Il numero venne poi ridotto a 349, in ossequio agli insegnamenti di Enzo Ferrari il quale sosteneva che il numero perfetto di produzione dovesse essere pari ad un esemplare in meno del totale richiesto dal mercato.
La vettura venne messa in vendita al prezzo di 852.800.000 lire ed i 349 esemplari furono venduti in brevissimo tempo, molto prima della loro costruzione. Al fine di evitare i fenomeni speculativi precedentemente avvenuti in occasione di altre vetture di serie speciale, come la F40, la Ferrari limitò le prenotazioni ad un solo esemplare per ogni cliente (concessionari compresi) ed impose il divieto di vendere la vettura prima che fossero trascorsi due anni dalla consegna.

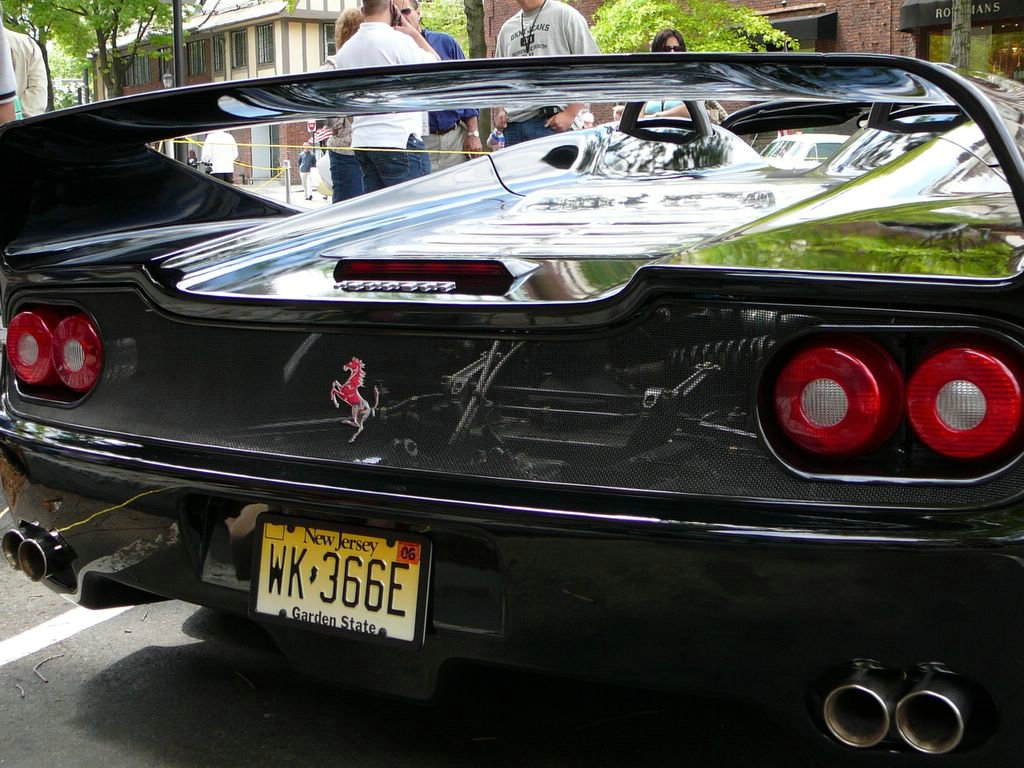
Dettaglio posteriore di una F50; notare la grande ala posteriore, i classici quattro scarichi e fari circolari Ferrari e la sottile griglia che lascia intravedere parte del motore

Le previsioni marketing si rivelarono fortemente errate in difetto e la decisione della Ferrari di mantenere comunque inalterato in numero di produzione, causò una serrata lotta all'accaparramento da parte di facoltosi utenti e collezionisti, anche costellata di episodi penalmente rilevanti. Molti sono stati i casi di "F50" trafugate da autorimesse superprotette che gli esperti ritengono essere furti su commissione. Non sarebbe infatti possibile, data l'esiguità degli esemplari, reimmettere impunemente la vettura sul mercato. Il furto più eclatante è stato commesso, nel 2003, ai danni della concessionaria Ferrari di Filadelfia, dove un sedicente cliente si è presentato con tanto di autista e guardie del corpo, dileguandosi poi a bordo della "F50" sulla quale era salito per ascoltare il rombo del motore.
Il primo esemplare della F50 venne consegnato al pugile americano Mike Tyson. Un altro fu venduto a Diego Armando Maradona. L'ultimo esemplare è uscito dalla fabbrica nel luglio del 1997.

## Ferrari F50 GT
Dato il numero di clienti che richiedevano la F50 ormai esaurita, nel 1996 la Ferrari mise in cantiere il progetto F50 GT, una gran turismo destinata alle gare per derivate di serie che nell'allora emergente Campionato BPR Global GT Series avevano il loro punto di riferimento.
Nonostante i convincenti risultati riscontrati nei test in pista, il programma venne abbandonato, probabilmente la Scuderia Ferrari intendeva concentrare tutti gli sforzi per la conquista del Campionato del mondo di F1 ed in un periodo in cui i regolamenti per vetture GT si prestavano a progetti sempre più spinti, l'ingresso di grandi costruttori automobilistici non avrebbe fatto che incrementare notevolmente i costi per sostenere un programma competitivo in GT. Della F50 GT furono costruiti e venduti (con la clausola che vieta di schierarla in qualsiasi competizione) solamente due esemplari, oltre al prototipo.